# 大和郡山市消防本部
大和郡山市消防本部（やまとこおりやまししょうぼうほんぶ）は、奈良県大和郡山市に存在した消防部局（消防本部）。管轄区域は大和郡山市全域。奈良県広域消防組合に統合し解散した。

## 概要
- 消防本部：奈良県大和郡山市本庄町300
- 管内面積：42.68km2
- 職員定数：96人
- 消防署1カ所
- 主力機械（2009年4月1日現在）
  - 普通消防ポンプ自動車：3
  - 水槽付消防ポンプ自動車：1
  - はしご付消防自動車：1
  - 化学消防自動車：1
  - 救急自動車：4
  - 指揮車：2
  - 救助工作車：1
  - 電源・照明車：1

## 沿革
- 1965年6月 – 大和郡山市消防本部が発足。
- 2014年4月1日 - 奈良県広域消防組合に統合し解散[1][2][3]。